# Tossal de Robert
El Tossal de Robert és una muntanya de 653 metres que es troba al municipi d'Estaràs, a la comarca catalana de la Segarra.